# Girolamo Genga

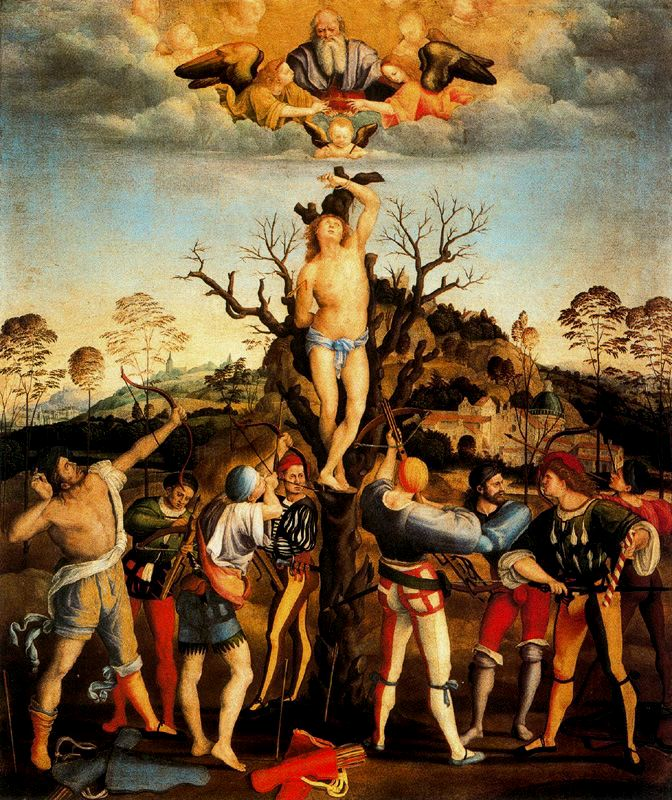
Martírio de São Sebastião, Uffizi

Gerolamo Genga (Urbino, 1476 – La Valle, 11 de julho de 1551) foi um pintor, arquiteto e escultor italiano. Originário do Ducado de Urbino, território incluído na região de Marcas, foi um dos mais importantes arquitetos da primeira metade do século XVI e, em geral, do período maneirista, atuando sobretudo nos Estados e senhorios da Itália central (Urbino, Roma, Forlì, Perugia, etc.). Pai de Bartolomeo Genga.

## Biografia
A biografia é bastante incerta devido à falta de documentação. A principal fonte é Vasari, ainda que o que é narrado nas suas Vidas esteja repleto de incertezas e incoerências, apesar de o autor ser amigo de Bartolomeo, filho de Gerolamo.
Era filho de um comerciante do castelo de Genga, município de Vallefoglia; uma precoce vocação artística levou-o a abandonar a educação mercantil desejada pelo pai e a dedicar-se à pintura.
A sua primeira formação ocorreu quase certamente em Urbino, onde teve pelo menos a oportunidade de conhecer as obras dos grandes artistas que deixaram a sua marca na corte de Montefeltro, de quem derivou o grande interesse pela perspectiva que seria um dos traços da sua personalidade artística.
Nos últimos anos do século, foi aluno do pintor Luca Signorelli em Orvieto, Cortona e talvez em Siena.
Nos primeiros anos do século XVI, provavelmente completou a sua formação em Perugia, na oficina de Perugino, durante o período em que o seu concidadão Raffaello lá esteve.
Em 1504, o primeiro documento escrito sobre a sua vida regista-o envolvido em frescos, hoje perdidos numa capela da Catedral de Urbino.